# Henry Lascelles, 6. Earl of Harewood

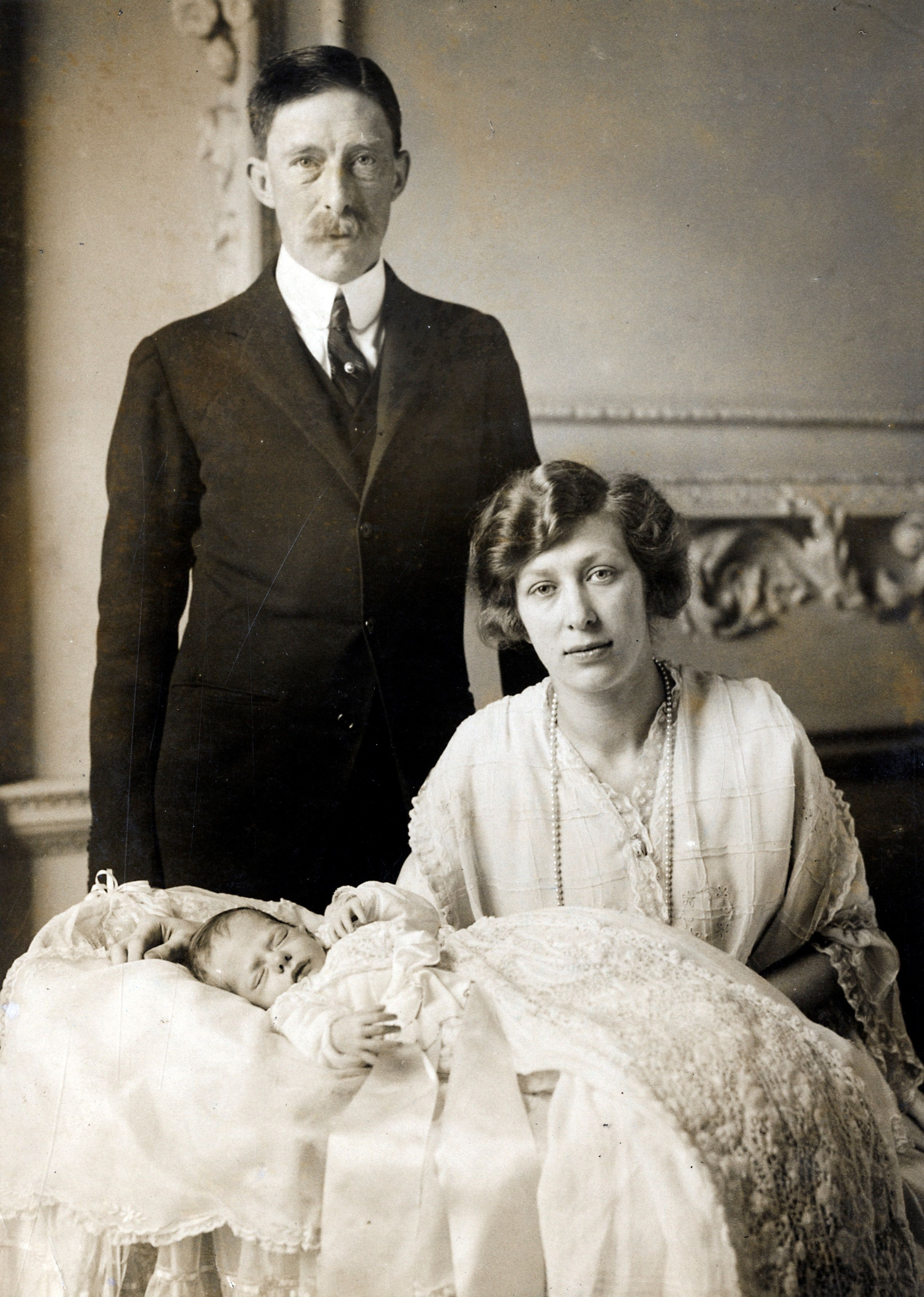
Henry Lascelles mit seiner Gattin und seinem Sohn George, 1923

Wappen des Henry Lascelles, 6. Earl of Harewood

Henry George Charles Lascelles, 6. Earl of Harewood (* 9. September 1882 in London; † 24. Mai 1947 in Harewood House) war ein britischer Offizier und Adliger. Er war der Ehemann von Mary, Princess Royal, und damit ein Schwiegersohn von König Georg V.

## Leben
Henry Lascelles war der älteste Sohn von Henry Lascelles, 5. Earl of Harewood und Lady Florence Katharine Bridgeman. Als Heir apparent seines Vaters führte er ab 1892 den Höflichkeitstitel Viscount Lascelles.
Er besuchte das Eton College, absolvierte eine Kadettenausbildung am Royal Military College, Sandhurst, und trat im Januar 1902 als Second Lieutenant der Grenadier Guards in die British Army ein. Im Juni 1905 legte er seinen Dienstposten nieder und schied aus dem aktiven Armeedienst aus. Er blieb Reserveoffizier und trat als solcher im Januar 1913 auch in das Yeomanry-Regiment der Yorkshire Hussars ein.
Von 1905 bis 1907 war er Ehren-Attaché in der britischen Botschaft in Rom und von 1907 bis 1911 Aide-de-Camp des Generalgouverneurs von Kanada, Albert Grey, 4. Earl Grey. 1913 kandidierte er erfolglos als Kandidat der Conservative Party im Wahlkreis Keighley für das House of Commons.
Bei Ausbruch des Ersten Weltkriegs wurde er mobilisiert und im November 1914 zum Lieutenant befördert. Er diente mit den Yorkshire Hussars an der Westfront und wurde im Sommer 1915 zu den Grenadier Guards versetzt. Im Oktober 1915 erhielt er den temporären Rang eines Captain, im Mai 1917 den kommissarischen Rang eines Major und im Oktober 1917 den substanziellen Rang eines Captain. Schließlich wurde er 1918 im kommissarischen Rang eines Lieutenant-Colonel Kommandeur des 3rd Battalion der Grenadier Guards. Im Laufe des Krieges wurde er dreimal verwundet.
Nachdem sein kinderloser Großonkel Hubert de Burgh-Canning, 2. Marquess of Clanricarde, 1916 im Krieg gefallen war, erbte er dessen umfangreiches Vermögen.
Von Juli 1923 bis zu seinem Tod hatte er das Ehrenamt des Honorary Colonel des zur Territorial Army gehörigen 1st City of London Regiment (The Royal Fusiliers) inne, das im August 1937 zum 8th (1st City of London) Battalion der Royal Fusiliers (City of London Regiment) umbenannt wurde. Im September 1932 schied er schließlich im Rang eines Captain aus dem Dienst als Reserveoffizier der Grenadier Guards aus.
Am 28. Februar 1922 heiratete er Prinzessin Mary, die einzige Tochter von König Georg V. und dessen Gemahlin Maria von Teck, in der Westminster Abbey. Die Eheleute ließen sich in Yorkshire nieder, zuerst in Goldsborough Hall und später in Harewood House, dem Stammsitz seiner Familie. Aus der Ehe entstammten zwei Söhne:
- George Lascelles, 7. Earl of Harewood (* 7. Februar 1923; † 11. Juli 2011);
- Hon. Gerald David Lascelles (* 21. August 1924; † 27. Februar 1998).

Im Juni 1926 wurde er zu einem Deputy Lieutenant und im Dezember 1927 zum Lord Lieutenant des West Riding of Yorkshire ernannt.
Im Oktober 1929 erbte Lascelles beim Tod seines Vaters dessen Adelstitel als 6. Earl of Harewood, 6. Viscount Lascelles und 6. Baron Harewood und wurde dadurch auf Lebenszeit Mitglied des House of Lords.
Von 1930 bis 1947 amtierte er als Treuhänder (Royal Trustee) des British Museum. Im Februar 1937 ernannte ihn König Georg VI. zu einem seiner Personal Aide-de-Camps. Von 1942 bis zu seinem Tod war er Großmeister der Vereinigten Großloge von England. Ab 1944 war er Kanzler der University of Sheffield.

## Auszeichnungen, Orden und Ehrenzeichen
- Companion des Distinguished Service Order (1918)[14] & Bar (1919)[15][16]
- Knight Companion des Hosenbandordens (1922)
- Territorial Decoration (1929)
- Knight of Justice des Order of Saint John (1930)[17]
- Knight Grand Cross des Royal Victorian Order (1934)[18]
- Croix de guerre 1914–1918 (Frankreich)
- Großkreuz des Muhammad-Ali-Ordens (Ägypten)
- Sankt-Olav-Orden (Norwegen)

Die University of Sheffield verlieh ihm 1928 die Ehrendoktorwürde, die University of Leeds 1935.